# Kirsten Carlsen
Kirsten Carlsen (* 9. Januar 1938 in Kopenhagen) ist eine ehemalige dänische Skilangläuferin.
Carlsen, die für den Københavns Skiklub startete, nahm an den Olympischen Winterspielen 1968 in Grenoble teil und belegte dort den 34. Platz über 5 km und den 32. Rang über 10 km. Bei den Weltmeisterschaften 1970 in Štrbské Pleso errang sie den 45. Platz über 5 km. Ihr Ehemann Svend Carlsen war ebenfalls im Skilanglauf aktiv.